# Carte perforée
Une carte perforée est un morceau de fin carton rigide dont la surface peut être lue par un dispositif repérant la présence ou l'absence de trou à certains endroits et transmettant cette information à une unité de traitement. Certaines machines demandent que les cartes soient reliées entre elles.
Les premières cartes perforées ont fait leur apparition au XVIIIe siècle dans divers automates et en particulier les métiers à tisser, les orgues de Barbarie et les pianos mécaniques.
Les cartes perforées sont parmi les premiers systèmes d'entrée-sortie et les premières mémoires de masse utilisés dans les débuts de l'informatique au XXe siècle.

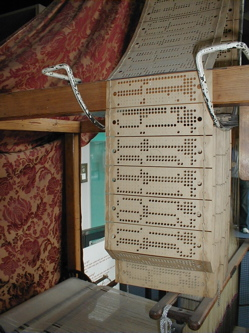
Cartes perforées pour le métier Jacquard.

## Histoire

### Le ruban perforé
En 1725, Basile Bouchon, un Lyonnais, met au point le premier système de programmation d’un métier à tisser grâce à un ruban perforé. En 1728, Jean-Baptiste Falcon, son assistant, remplace le ruban par une série de cartes perforées reliées entre elles. Jacques de Vaucanson reprend cette idée en remplaçant ruban et cartes perforées par un cylindre métallique et enfin Joseph Marie Jacquard lie le tout dans son métier à tisser qui fut adopté dans le monde entier à partir de 1801.

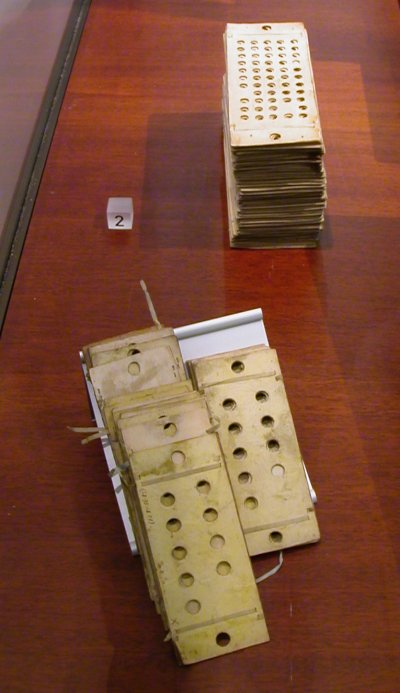
Les cartes utilisées par Charles Babbage pour sa machine analytique. Les cartes d'instructions sont devant, les cartes de données sont derrière.

### Carte perforée pour métier à tisser
En 1834, Charles Babbage utilise les cartes du métier Jacquard pour donner des instructions et des données à sa machine analytique, l’ancêtre des ordinateurs. C'est pendant le développement d'une machine à calculer destinée au calcul et à l'impression de tables mathématiques (machine à différences), que Charles Babbage eut l'idée d'y incorporer des cartes du métier Jacquard dont la lecture séquentielle lui fournirait des instructions et des données, et donc imagina sa machine analytique qui est considérée comme l'ancêtre mécanique des ordinateurs modernes. Il ne construisit qu'un prototype incomplet de cette machine, mais son fils en finira l'unité de calcul (le moulin) et une des imprimantes qu'il donnera au Science Museum de Londres en 1910.

### Cartes Hollerith
En 1884, Herman Hollerith dépose un brevet pour une machine à cartes perforées (cartes Hollerith) destinée à accélérer le recensement des États et du gouvernement américain et lance l'industrie des études statistiques à cartes. Cette machine à cartes perforées, utilisée pour le recensement de 1890 aux États-Unis, a été à la base du développement de trois grandes entreprises internationales : IBM, Powers Accounting Machine Company (en) (absorbée par Remington Rand, et fusionnée dans Unisys), et Bull. En 1896, Herman Hollerith quitte l'administration pour fonder la Computing-Tabulating-Recording Company (en) (CTR), société qui sera renommée par la suite en IBM. Les premières cartes Hollerith mesuraient six centimètres sur douze et comportaient 210 cases. Le format avait été aligné sur celui du billet de dix dollars de l'époque pour pouvoir réutiliser des meubles de rangement existants.

### Carte IBM à 80 colonnes

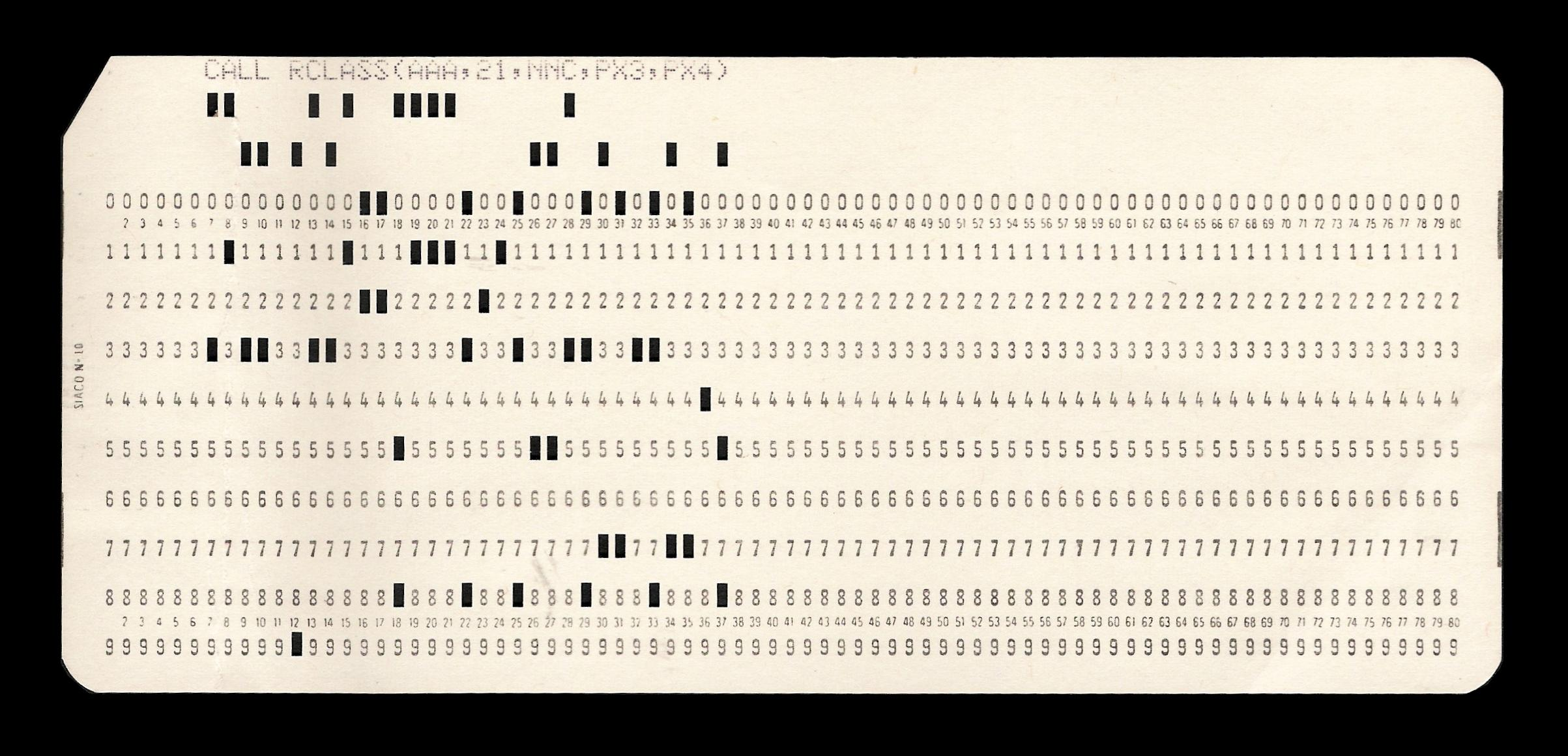
Carte perforée à 80 colonnes.

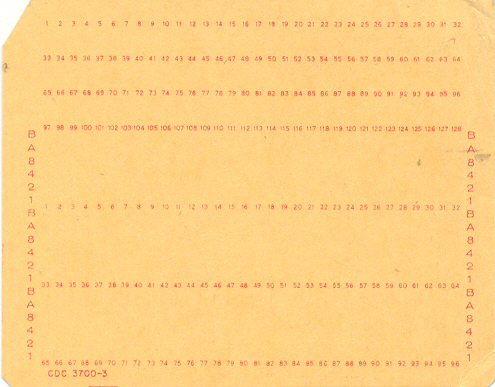
Carte perforée à 96 colonnes.

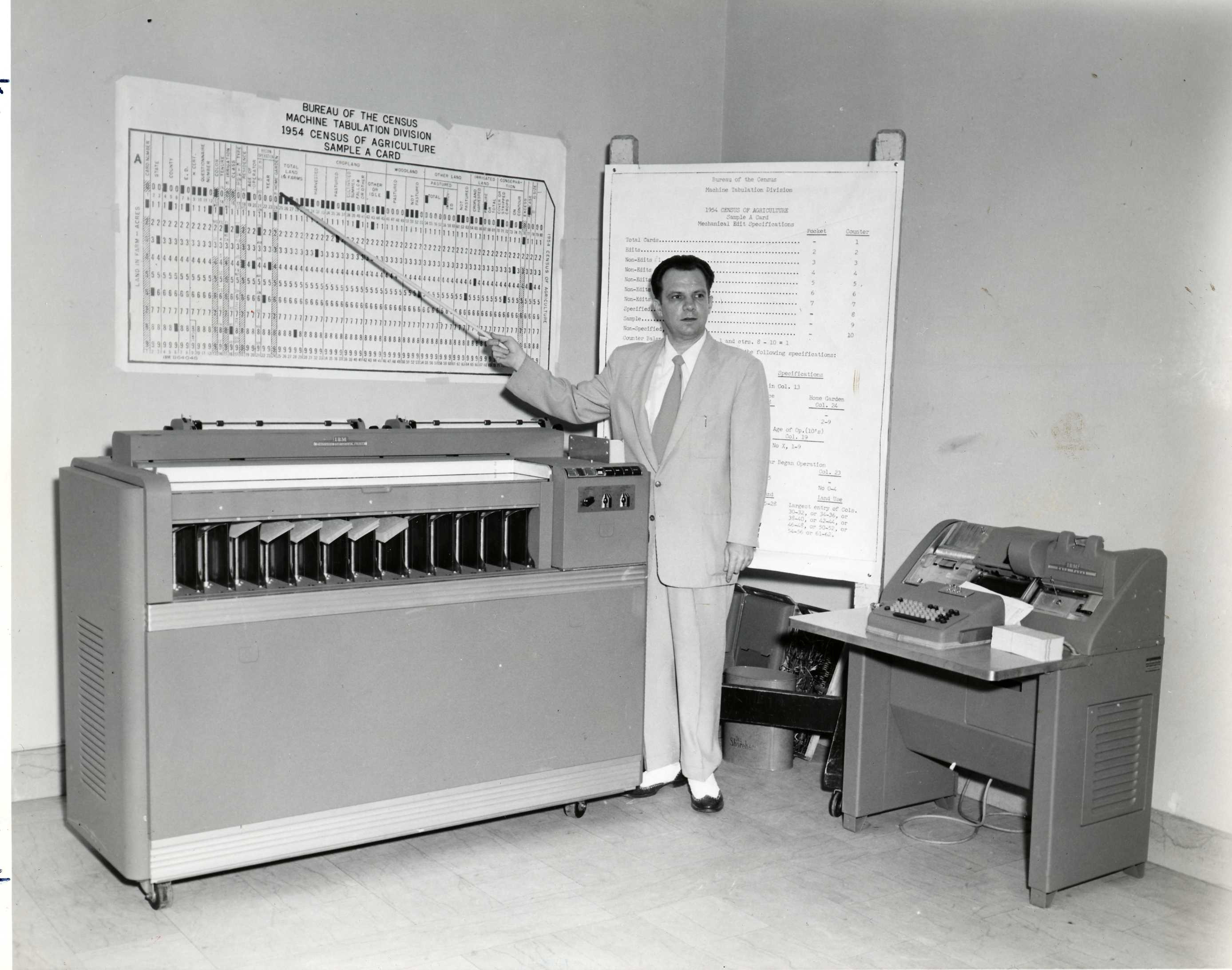
Machine IBM de traitement des cartes perforées (1954).

Le modèle le plus courant de cartes perforées, breveté par IBM en 1928, était la carte dite à 80 colonnes. Il s'agit d'une feuille de bristol mince de forme rectangulaire, dont un coin était tronqué, où les caractères alphanumériques (BCD, EBCDIC ou ASCII) étaient traduits par des perforations rectangulaires (au nombre de 1, 2 ou 3 par caractère) disposées en colonnes parallèles à la largeur (80 colonnes) et sur douze lignes parallèles à la longueur. Ces cartes étaient stockées par boîtes de 2 000, et le coin tronqué servait de repère pour les insérer dans le bon sens dans un chargeur de cartes ou pour les remettre à l'endroit quand la boîte tombait par terre. Ce fut une étape notable dans la définition du codage des caractères (BCD, EBCDIC ou ASCII).
Dans les centres de calcul, on demandait souvent d'utiliser pour la première carte d'un travail (carte JOB) une carte de couleur spéciale, par exemple bleue, et de la placer à l'envers, coin coupé en bas à droite et non en haut à gauche. Cela facilitait considérablement le travail des opérateurs pour séparer les paquets des cartes des différents travaux à la sortie du lecteur, dans lequel on empilait couramment mille cartes.
Les cartes étaient perforées par des opératrices spécialisées travaillant à partir de « bordereaux de saisie », vérifiées par re-frappe par d'autres opératrices (les perfo-vérifs) dont la cadence normale de saisie était d'environ quinze mille caractères à l'heure (soit environ quatre caractères à la seconde). Les cartes étaient susceptibles d'être triées sur des machines appelées trieuses et interclasseuses. Les machines mécanographiques ont utilisé ces cartes jusqu'au remplacement des dernières de ces machines par des ordinateurs vers 1970. Les ordinateurs ont été équipés d'unités périphériques capables de lire et de perforer ces cartes jusqu'au début des années 1980.
Le mécanisme de lecture des cartes perforées était au départ très particulier. En effet, une aiguille passait en revue les lignes et colonnes de la carte. De l'autre côté de la carte, se trouvait un baquet rempli de mercure. Si l'aiguille touchait le mercure, un courant électrique transmis dans l'aiguille passait et fermait le circuit, ce qui indiquait la présence d'un trou. Ce mécanisme sera remplacé dans les années 1920 par un dispositif de brosses métalliques venant entrer en contact avec une plaque métallique à travers la perforation de la carte. Vers 1960, le lecteur de cartes IBM 1442 utilise douze cellules optiques qui lui permettent de lire 400 cartes par minute dans le sens de la longueur. Le lecteur IBM 2540 en utilisera 80 pour les lire dans le sens de la largeur, atteignant mille cartes par minute.

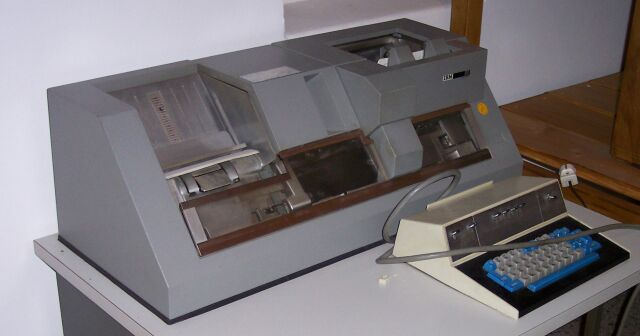
Appareil de perforation de cartes IBM.

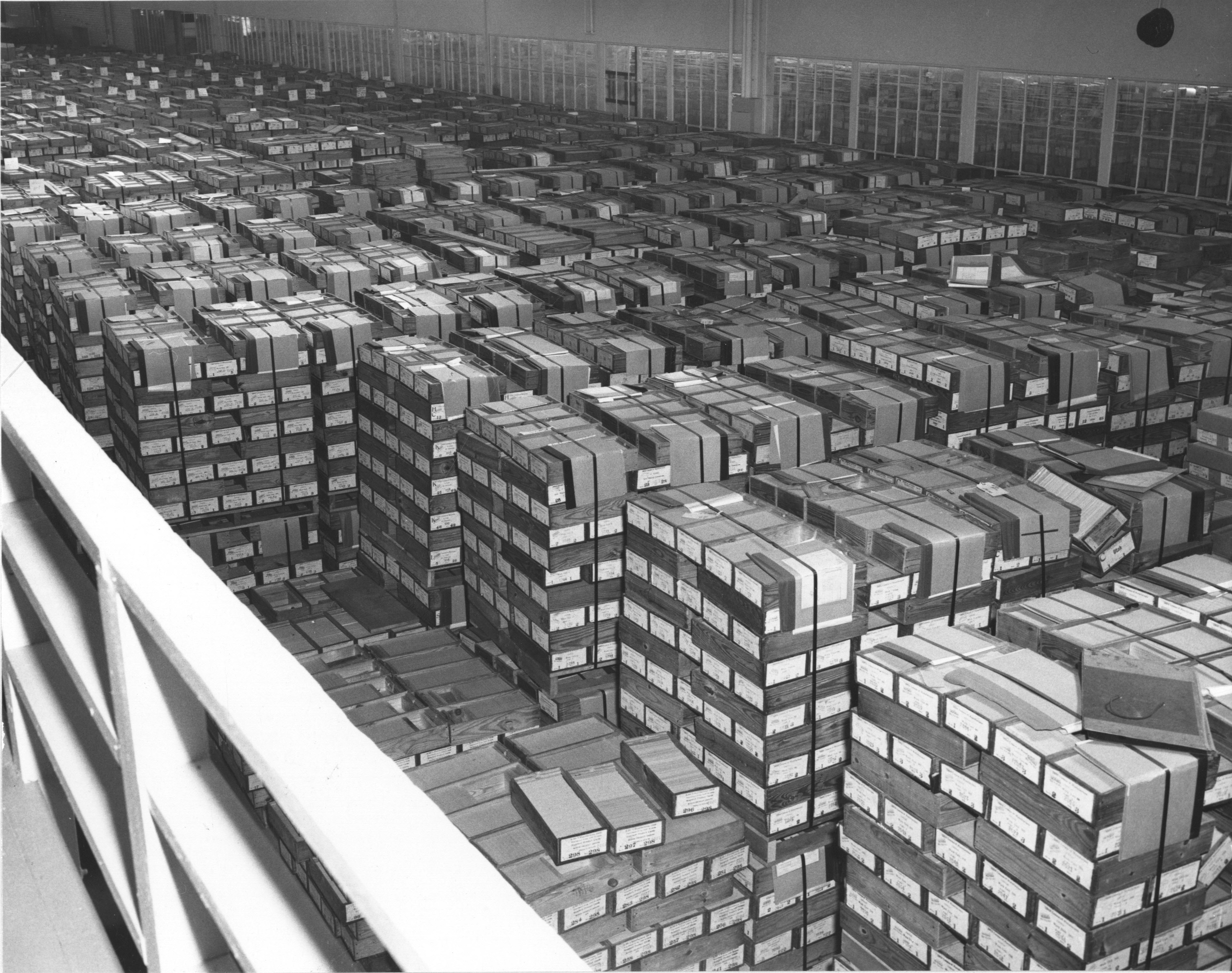
Archivage de cartons de cartes perforées archivés au service du NARA en 1959. Chaque carton peut contenir 2000 cartes d'une ligne de 80 colonnes chacune.

### De la carte aux écrans
Au début des années 1960, les premiers moniteurs d'ordinateur travaillant en « mode texte » comportaient 80 colonnes par ligne afin d'être compatibles avec les cartes perforées. Aujourd'hui, de nombreux ordinateurs utilisent encore des programmes nés dans cette période et modernisés depuis, et manipulent encore des fichiers organisés en blocs multiples de 80 caractères.
Les programmes en langages Cobol, Fortran et PL/I s'écrivaient sur des lignes de 72 caractères au maximum pour pouvoir être perforés sur cartes (les 8 derniers caractères étant réservés au numérotage des cartes).
La carte perforée a progressivement disparu à partir de 1970 lorsque sont apparues les unités d'entrée-sortie à bande magnétique et des mémoires de masse plus performantes.
Les cartes perforées étaient encore utilisées en France pour les péages d'autoroutes en 1985[réf. nécessaire]. Aux États-Unis, il y avait encore des machines à voter utilisant des cartes perforées à l'élection présidentielle de 2000[réf. nécessaire]. Compte tenu de la vétusté de certains de ces matériels, cette technique a alors provoqué des litiges (perforations non nettes), alors que le résultat était très serré. Cependant, depuis 2002, des recherches réalisées par IBM sur son système expérimental Millipede pourraient remettre au goût du jour les cartes perforées dans une version nanotechnologique.

## Standardisation et normalisation

### Normes de spécification du papier à cartes perforées
De nombreux papetiers, tant aux États-Unis qu'en Europe, ont tenté de fabriquer du papier pour cartes perforées, pensant qu'il s'agissait d'une opération simple. En réalité, la fabrication devait répondre à des normes extrêmement précises, sans tolérance, sous peine de bourrages (voir article cité dans les sources et références en fin de cette page). Sous la pression des utilisateurs, il a fallu définir des normes qu'un petit nombre de fournisseurs seulement avait la capacité de réaliser :
- composition : 100 % de cellulose écrue ou blanchie ;
- cendres : 5 % maximum ;
- masse surfacique : 155 grammes au mètre carré minimum (en réalité 165 ± 5 g/m2) ;
- éclatement : compris entre 50 et 70 degrés Muhlen ;
- épaisseur : 17/100 ± 1/100 mm, et la plus régulière possible ;
- satinage : conforme à l'échantillon standard. Surface lisse sur les deux faces. Supérieur à 30 degrés au glarimètre Ingersoll ;
- teinte : bulle claire ;
- les livraisons devaient être homogènes, exemptes de déformations en forme de tuile ou d'hélice, sans feuille mince, sans trous ni pâtons. Elles ne devaient contenir aucune particule métallique ou d'autres matières conductrices de l'électricité ou susceptibles de donner naissance, en passant dans la machine, à des poussières abrasives ou corrosives ;
- les éventuelles particules charbonneuses provenant soit d'une cuisson d'accumulations de cellulose, soit de poussières de charbon provenant de la chaufferie du papetier, étaient détectées et brûlées par la machine de façonnage des cartes. Un trop grand nombre de particules charbonneuses dans le papier provoquait le rejet de la bobine ;
- la durée du conditionnement, pendant le stockage, avait une influence capitale sur la tenue du papier. En effet, pendant la période de stabilisation des bobines, il se produit un échange entre les spires successives qui contribue à améliorer la symétrie entre les deux faces de la feuille ; on comptait dans les années 1930 six mois environ pour cette stabilisation. Par la suite, les progrès dans la technique de fabrication ont permis de réduire cette durée.

Pendant la Seconde Guerre mondiale, l'importation de cartes perforées de l'étranger est considérablement réduite. L'usine des Papeteries Aussedat près d'Annecy reste alors la seule en France pour approvisionner l'ensemble des besoins nationaux en papier pour cartes perforées. L'importation de bois étant elle-même très perturbée, cette entreprise dut réactiver une ancienne usine de fabrication de pâte à papier à base de paille. Ce procédé de fabrication fut poursuivi jusqu'au milieu des années 1950 du fait de sa rentabilité, puis fut abandonné sous la pression des utilisateurs, car la pâte de paille, très riche en silice, produisait des cartes qui érodaient anormalement vite les organes des machines mécanographiques.

### Normes de spécification des cartes
Il s'agit des spécifications Hollerith/IBM (qui ont été reprises et officialisées en France par l'AFNOR dans les années 1950) pour les cartes 80 colonnes : 
- longueur = 187,32 mm ; largeur = 82,55 mm ± 2/10 ;
- une grande résistance sur la tranche nécessitant une coupe franche et unitaire (en une seule fois) ;
- une absence de poussière afin de ne pas encrasser les machines.

### Autres formats de cartes perforées
D'autres modèles de cartes perforées ont été proposés, en particulier une carte à 132 colonnes, avec des trous circulaires de dimensions réduites, mais ils ont été peu utilisés (132 était le nombre de caractères imprimables par ligne des imprimantes à chaîne les plus répandues).
IBM a aussi commercialisé des cartes à 96 colonnes avec des perforations rondes.
Par ailleurs, la carte 80 colonnes a également été utilisée pour lecture optique de traits marqués au crayon. La coexistence de marques optiques et de perforations était possible.

## Usages et applications
Au-delà des usages traditionnels (orgue de Barbarie, métier à tisser, fichiers binaires), les cartes perforées à 80 colonnes pouvaient être utilisées pour enregistrer des chiffres puis des lettres, au nombre d'un par colonne.
Chaque colonne disposait des dix chiffres décimaux. Pour représenter un chiffre, la ligne correspondante était poinçonnée.
Exemple, représentation des nombres 45 ; 237 ; 33 :
```
0 ⓪⓪⓪⓪⓪⓪⓪⓪⓪⓪⓪⓪⓪⓪⓪⓪⓪⓪⓪⓪⓪
1 ①①①①①①①①①①①①①①①①①①①①①
2 ②②②②❷②②②②②②②②②②②②②②②②
3 ③③③③③❸③③❸❸③③③③③③③③③③③
4 ④❹④④④④④④④④④④④④④④④④④④④
5 ⑤⑤❺⑤⑤⑤⑤⑤⑤⑤⑤⑤⑤⑤⑤⑤⑤⑤⑤⑤⑤
6 ⑥⑥⑥⑥⑥⑥⑥⑥⑥⑥⑥⑥⑥⑥⑥⑥⑥⑥⑥⑥⑥
7 ⑦⑦⑦⑦⑦⑦❼⑦⑦⑦⑦⑦⑦⑦⑦⑦⑦⑦⑦⑦⑦
8 ⑧⑧⑧⑧⑧⑧⑧⑧⑧⑧⑧⑧⑧⑧⑧⑧⑧⑧⑧⑧⑧
9 ⑨⑨⑨⑨⑨⑨⑨⑨⑨⑨⑨⑨⑨⑨⑨⑨⑨⑨⑨⑨⑨
```

Le codage des caractères sur carte perforée a également été rendu possible par des procédés plus avancés autorisant plus d'une perforation par colonne.
Cela a permis le traitement automatique, par exemple :
- des bulletins de salaire ;
- des calculs et statistiques ;
- l'écriture de code source.

## Autres cartes

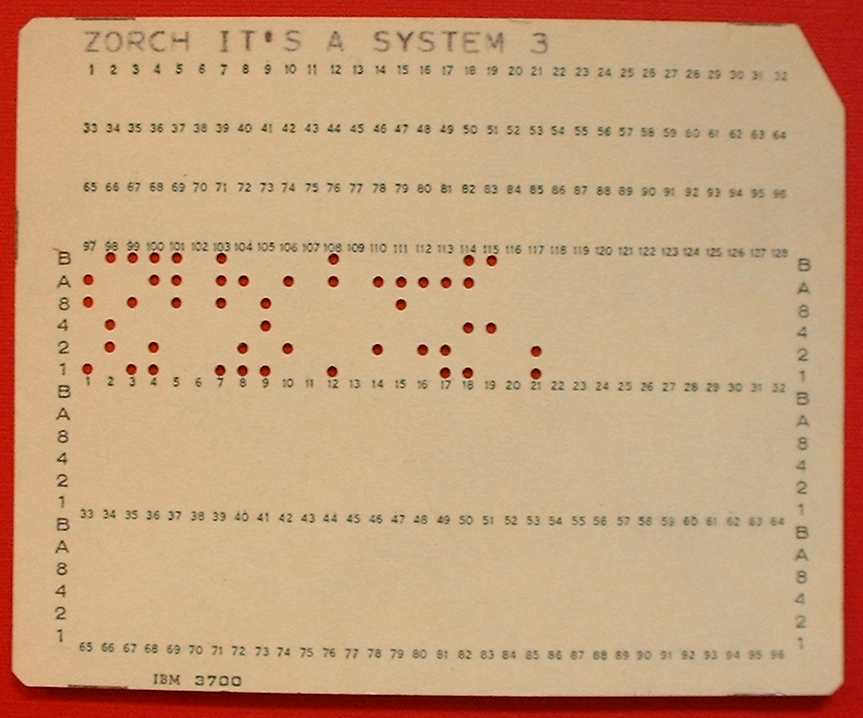
Carte perforée du système 3.

Il y a eu aussi des cartes permettant la saisie directe à la source de l'information sur des cartes à confettis pré-découpés, dites cartes perfostyl ou cartes perfoguide. L'épreuve théorique du permis de conduire en France a fait appel à ce procédé entre 1981 et 1997, et l'examen théorique du permis de chasser l'utilise encore en 2014. À ce jour, seule la Société Mesurel produit ce genre de cartes en Europe.
Dans ce cadre de simplification de la saisie, il faut mentionner les cartes à cocher avec un crayon gras qui étaient lues par un lecteur optique. Ce procédé permettait d'éviter la saisie mais était très délicat ; en effet toute coche mal faite provoquait une erreur de saisie. Le contrôle double ou manque de coche par colonne (DPBC) permettait de limiter ces erreurs.